# Патрон (пёс)
Патро́н (укр. Патрон; род. 20 июля 2019, Чернигов) — служебная собака породы джек-рассел-терьер из Украины, получившая международную известность во время вторжения России на Украину. Символ Международного координационного центра по вопросам гуманитарного разминирования, сформированного при МВД Украины.

## Биография

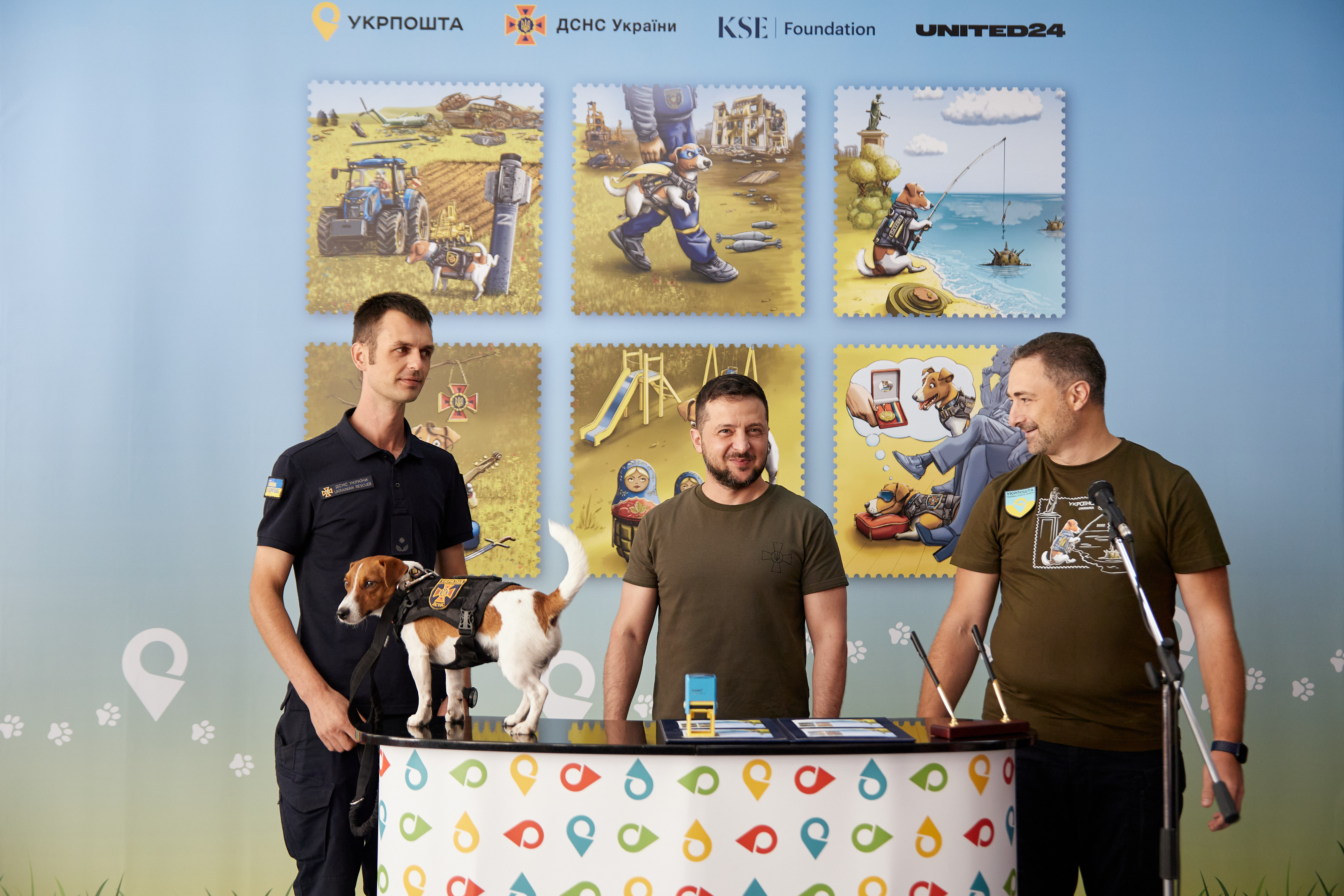
Владимир Зеленский и Патрон в школе в Ирпене 1 сентября 2022

Пёс весит около 4 кг, что позволяет использовать его для работ по обнаружению противопехотных мин, к которым разрешается привлекать животных весом до пяти килограмм.

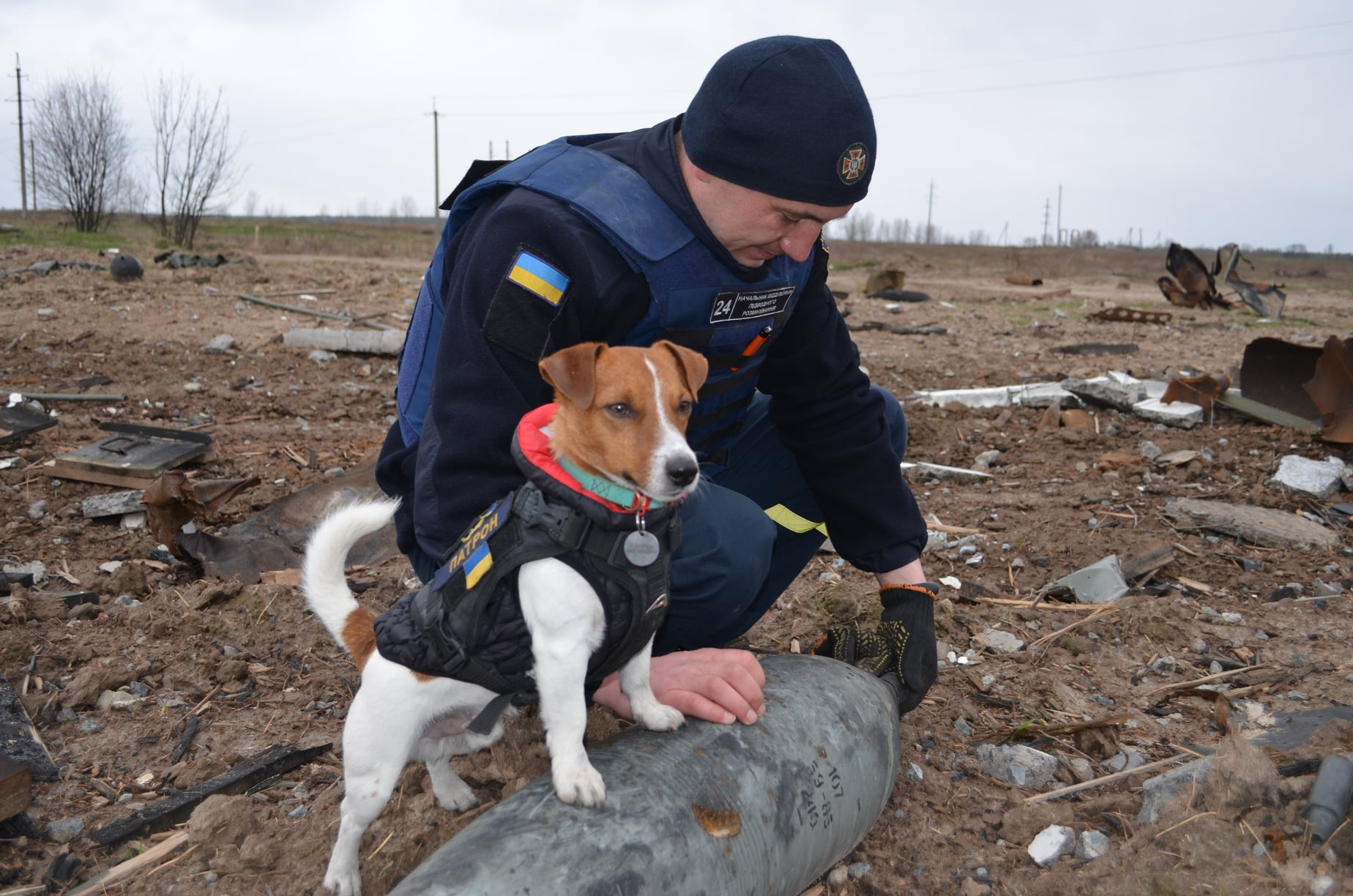
В селе Шестовица Черниговской области 19 апреля 2022

В 2020 году руководитель пиротехнической группы управления ГСЧС Украины по Черниговской области Михаил Ильев приобрёл собаку у коллеги и подарил своему сыну. Изначально ему хотели дать кличку Пуля, но сочли её неудачной. В 6 месяцев с Патроном начали работать кинологи. Он проявил способности поисковой собаки после того, как владелец однажды взял его с собой на работу, и его начали учить распознавать взрывчатые вещества по запаху, но не тренировали специально как собаку-сапёра — изначально хозяева планировали, что он будет выставочной собакой. Официально на службе в ГСЧС Украины он не состоит.
Незадолго до начала вторжения России на Украину Патрона планировали отправить в зону ООС как собаку-волонтёра, но с началом войны его начали привлекать к разминированию территорий в Черниговской области. По данным Офиса президента Украины, к 8 мая 2022 года Патрон помог обнаружить 236 взрывных устройств.
Первые публикации о нём появились 15 марта 2022 года. У Патрона есть собственные страницы в популярных соцсетях. Так, по состоянию на май 2022 года, у Патрона свыше 272 000 подписчиков в Instagram, а по состоянию на январь 2023 года у Патрона 389 000 подписчиков в Instagram, 514 000 в TikTok и 70 000 в Твиттере, а видеоролики с его участием, публикуемые в том числе на официальных страницах украинских государственных органов в социальных сетях, набирают сотни тысяч просмотров. В Twitter также появился и пародийный аккаунт «Пан пёс Патрон», авторы которого публикуют шутки про Патрона и придумывают ироничные подписи к его фотографиям. 

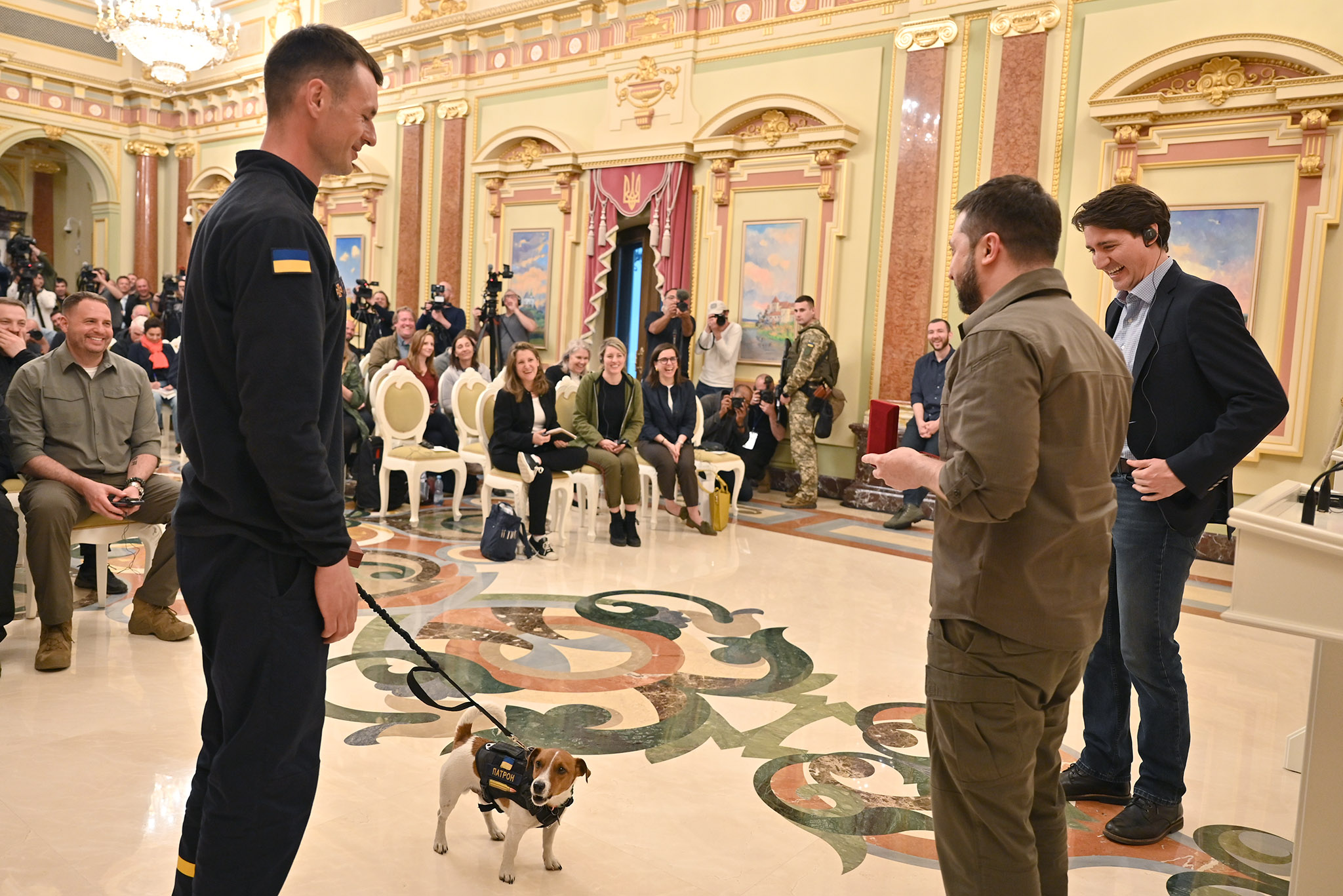
Награждение Патрона президентом Зеленским во время встречи с Джастином Трюдо 8 мая 2022

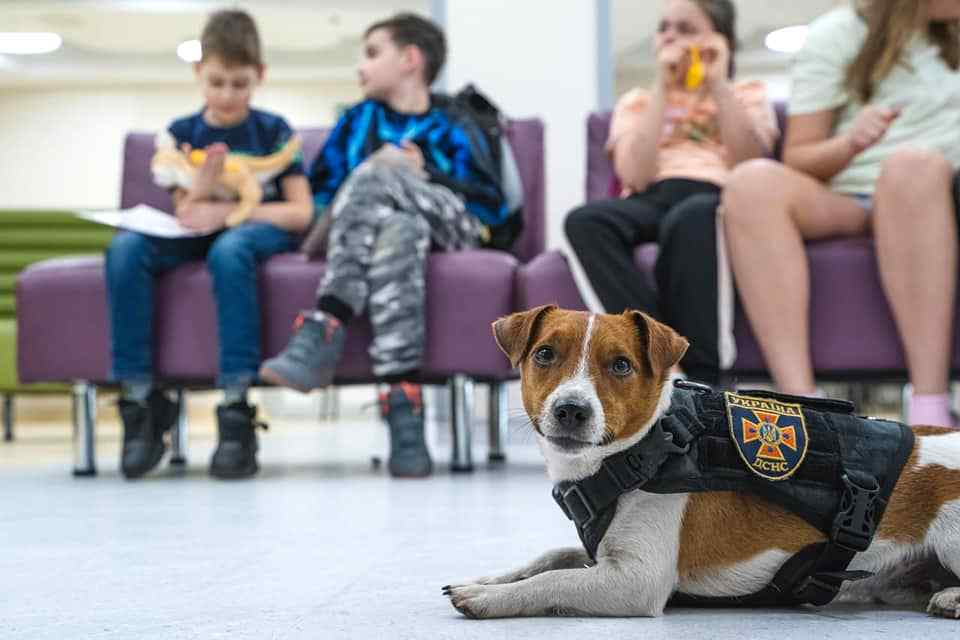
Патрон в Национальной детской клинике Охматдет 28 апреля 2022

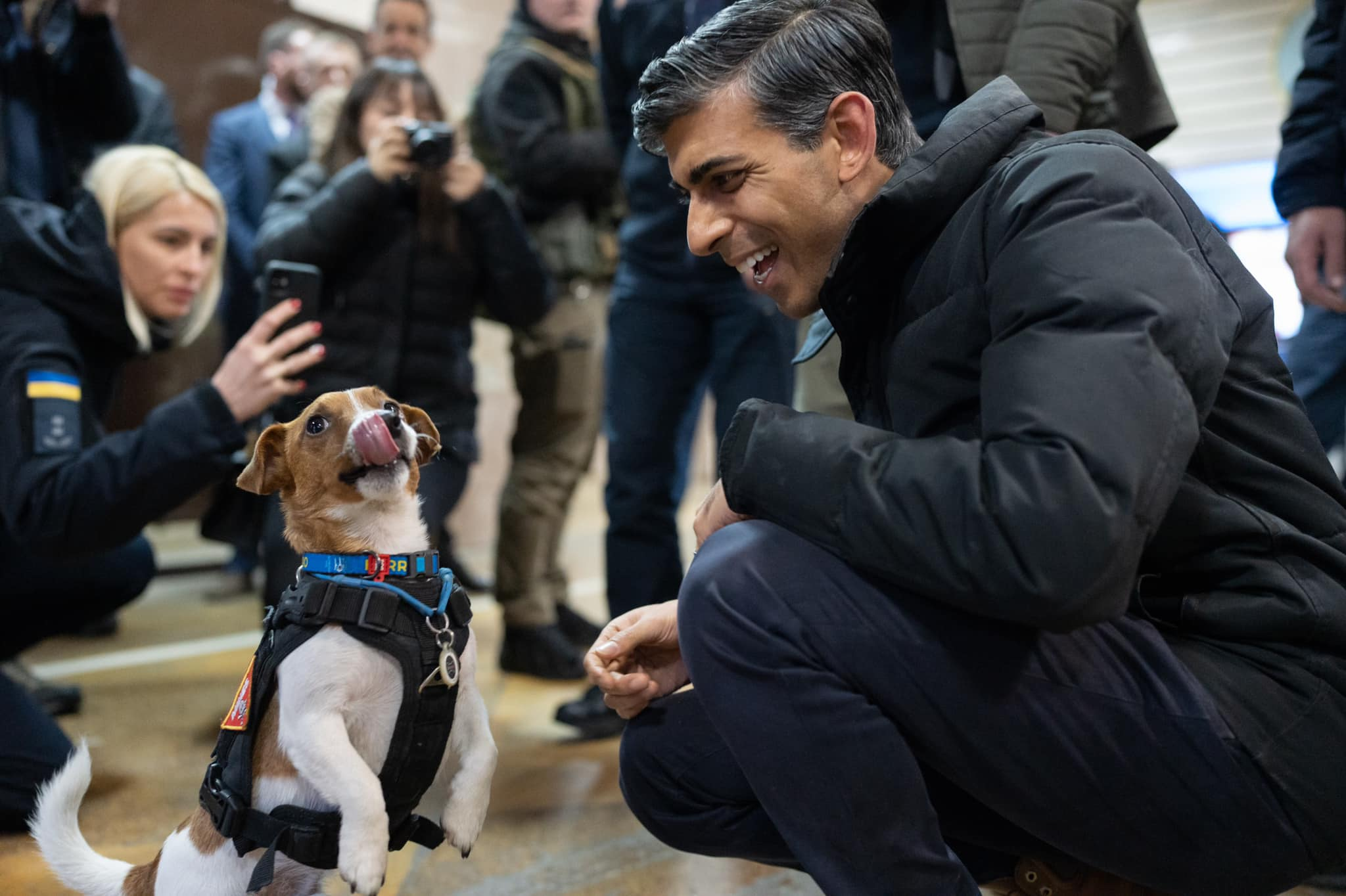
С премьер-министром Великобритании Риши Сунаком 19 ноября 2022

Его называют талисманом отряда сапёров, занимающихся разминированием территорий в Черниговской области, олицетворением украинского патриотизма и сопротивления России, национальным героем и самой известной собакой Украины. Он был изображён в своём узнаваемом именном жилете на десятках художественных работ, включая муралы в Ровно, Полтаве, Запорожье и Киеве, а также серию видеороликов, в которых рассказывается о правилах поведения при обнаружении взрывоопасных предметов. Начат выпуск различных товаров с его изображением.
5 мая 2022 года МВД Украины объявило о создании Международного координационного центра по вопросам гуманитарного разминирования, Патрон стал его символом. 8 мая президент Украины Владимир Зеленский встретился с премьер-министром Канады Джастином Трюдо и наградил Патрона медалью «За преданную службу», а его хозяина Михаила Ильева — орденом «За мужество» III степени.
27 мая Патрон был награждён премией Palm DogManitarian Award — специальной наградой 75-го Каннского международного кинофестиваля за связь между человечеством и собаками.
20 ноября стал первой собакой с титулом «Пёс доброй воли» от организации UNICEF.

## В культуре
Рост популярности Патрона, возможно, являлся частью информационной стратегии Украины в ходе вторжения России, включавшей использование «вирусных» видеороликов c драматическими историями для формирования желаемого нарратива о войне, а его награждение помогло привлечь дополнительное внимание к проблеме разминирования территории Украины. Образ пса активно использовался в украинских пропагандистских целях.
С середины весны 2022 года в магазинах стали продаваться мягкие игрушки в виде Патрона, а его изображения появились на различных товарах.
Летом от украинской группы Karta Svitu появилась песня «Пёс Патрон», которая вскоре стала вирусным хитом в TikTok и набрала в YouTube более 2 млн просмотров.
30 августа 2022 года Укрпочта выпустила благотворительный набор из восьми марок с Патроном с целью собрать 1 млн евро на машину для разминирования. Было объявлено, что собранные выше требуемого средства передадут приютам для бездомных животных.
Авторскими права на изображение Патрона занимается компания «Патрон не спит», зарегистрированная в августе 2022 года. Среди прочих, с ней заключили договоры кондитерская фабрика «Лукас», производящая конфеты с глазурью «Патрон», производитель игрушек WP Merchandise, выпускающий мягкие игрушки, подушки и фетровую сумку с визуалом комикса «Патрон», и компания «Зробив тато», занимающаяся изготовлением елочных игрушек. Производитель товаров для животных Collar заключил договор с владельцем собаки Михаилом Ильевым. Компания Collar запускает линию амуниции для домашних животных HERRRO. Ильев подал 6 заявок на регистрацию торговой марки «Пёс Патрон» в Укрпатент.
7 января 2023 года на Megogo и YouTube-канале Патрона состоялась премьера мультсериала о Патроне. Было объявлено, что первый сезон будет состоять из 11 серий по 3—4 минуты каждая. Проект финансировался Агентством США по международному развитию.
4 апреля прошёл радиодиктант для школьников младшего и среднего возраста по безопасному поведению с минами и неразорванными боеприпасами. Диктант звучал на волнах Украинского радио голосом Пса Патрона из мультфильма.

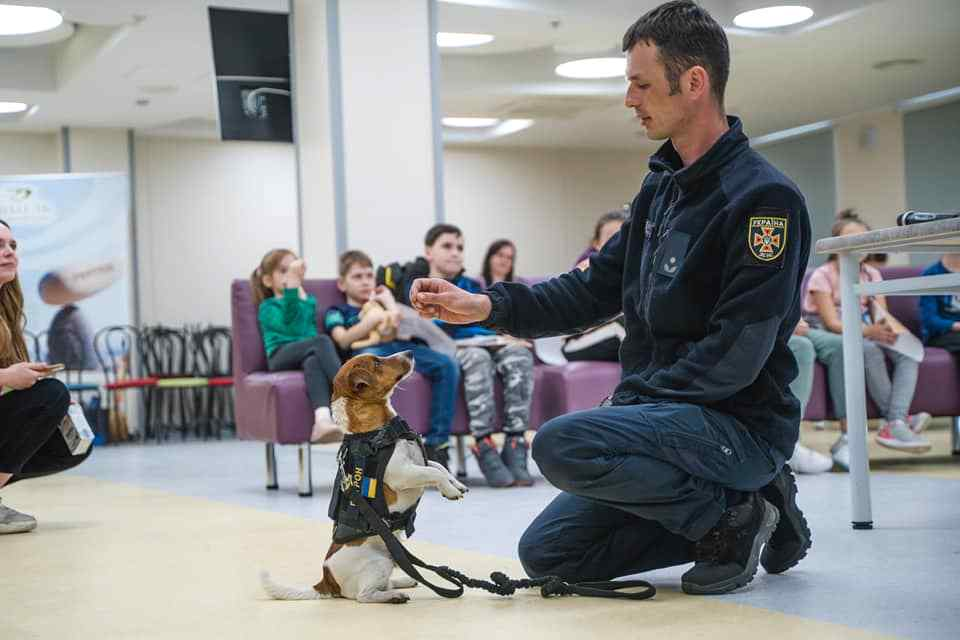
Патрон в Охматдете 28 апреля 2022
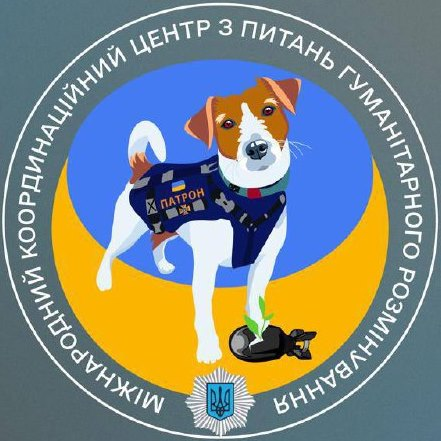
Патрон на эмблеме Международного координационного центра по вопросам гуманитарного разминирования
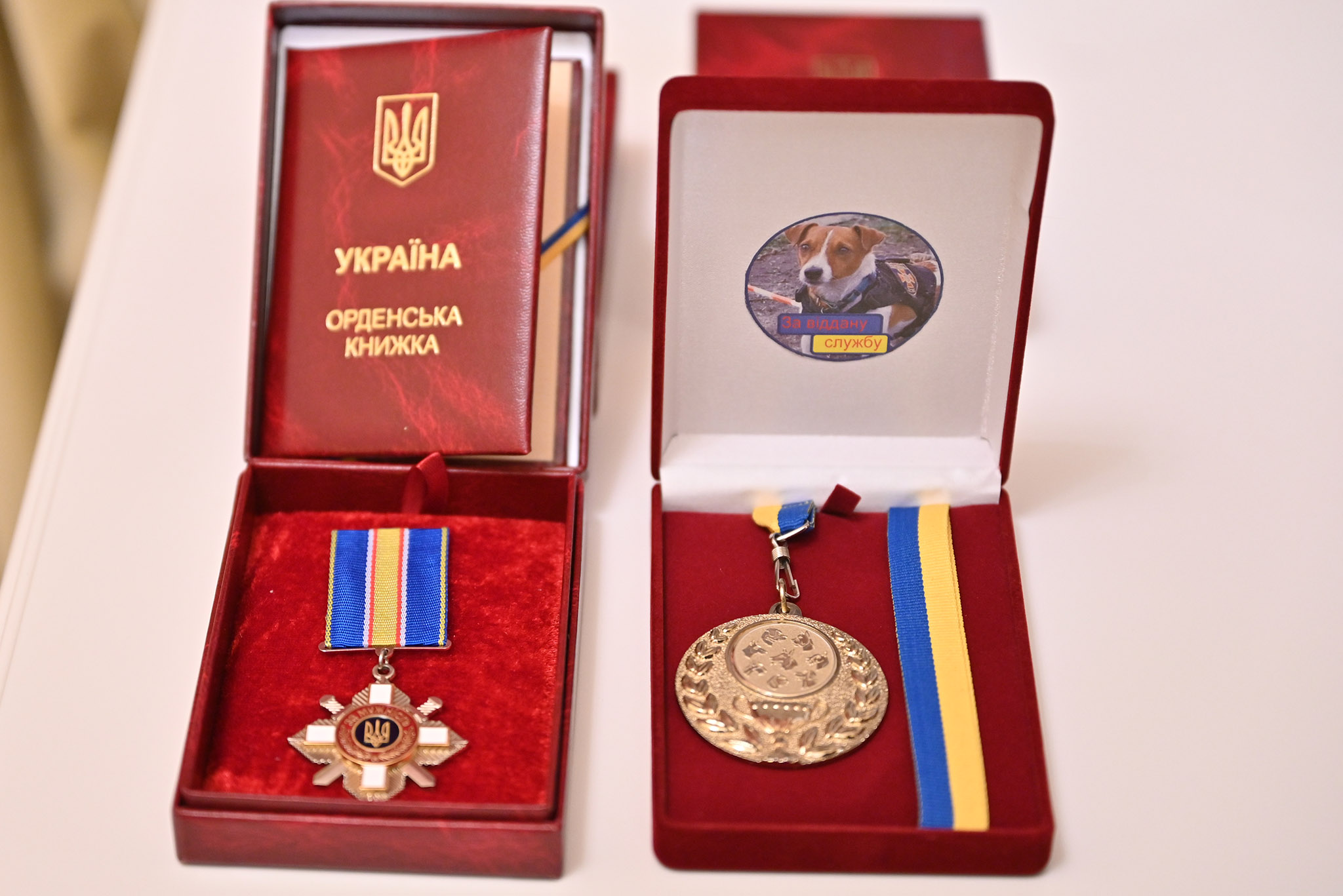
Медаль Патрона и орден его хозяина
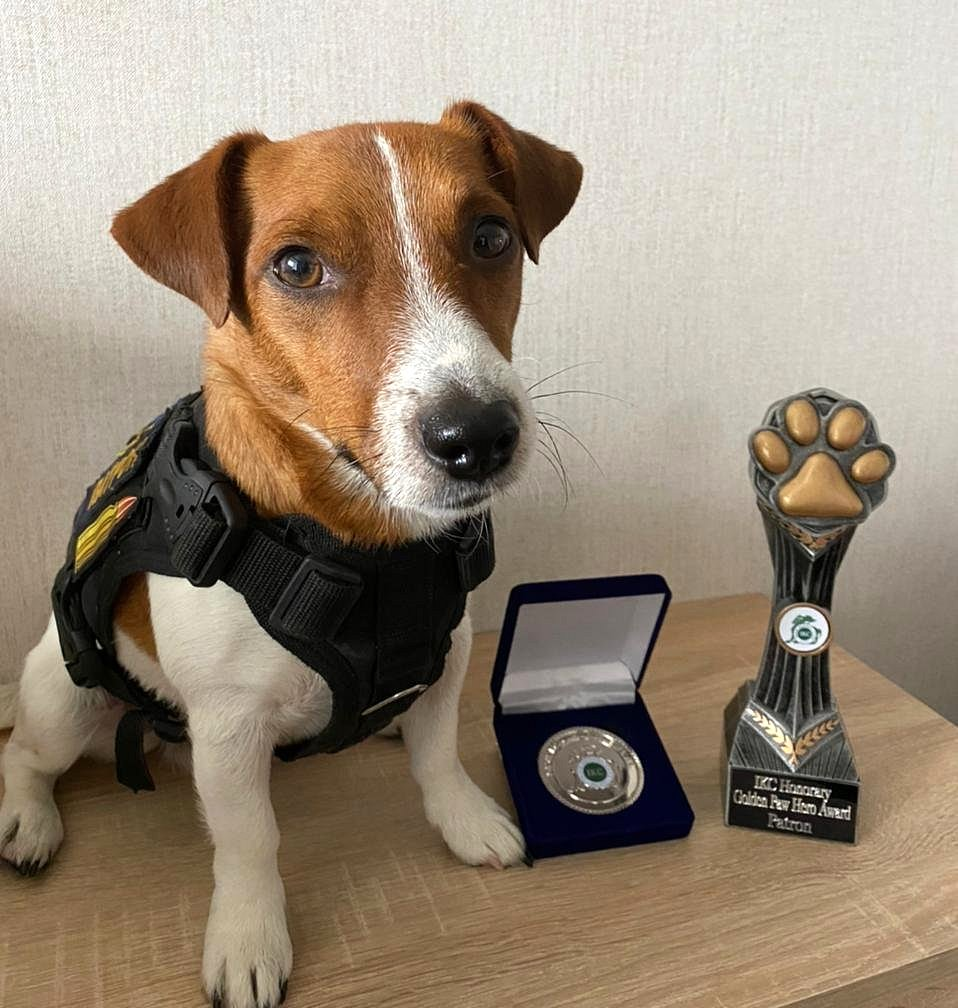
Патрон с наградой Ирландского кинологического клуба «Золотая лапа» 23 июня 2022
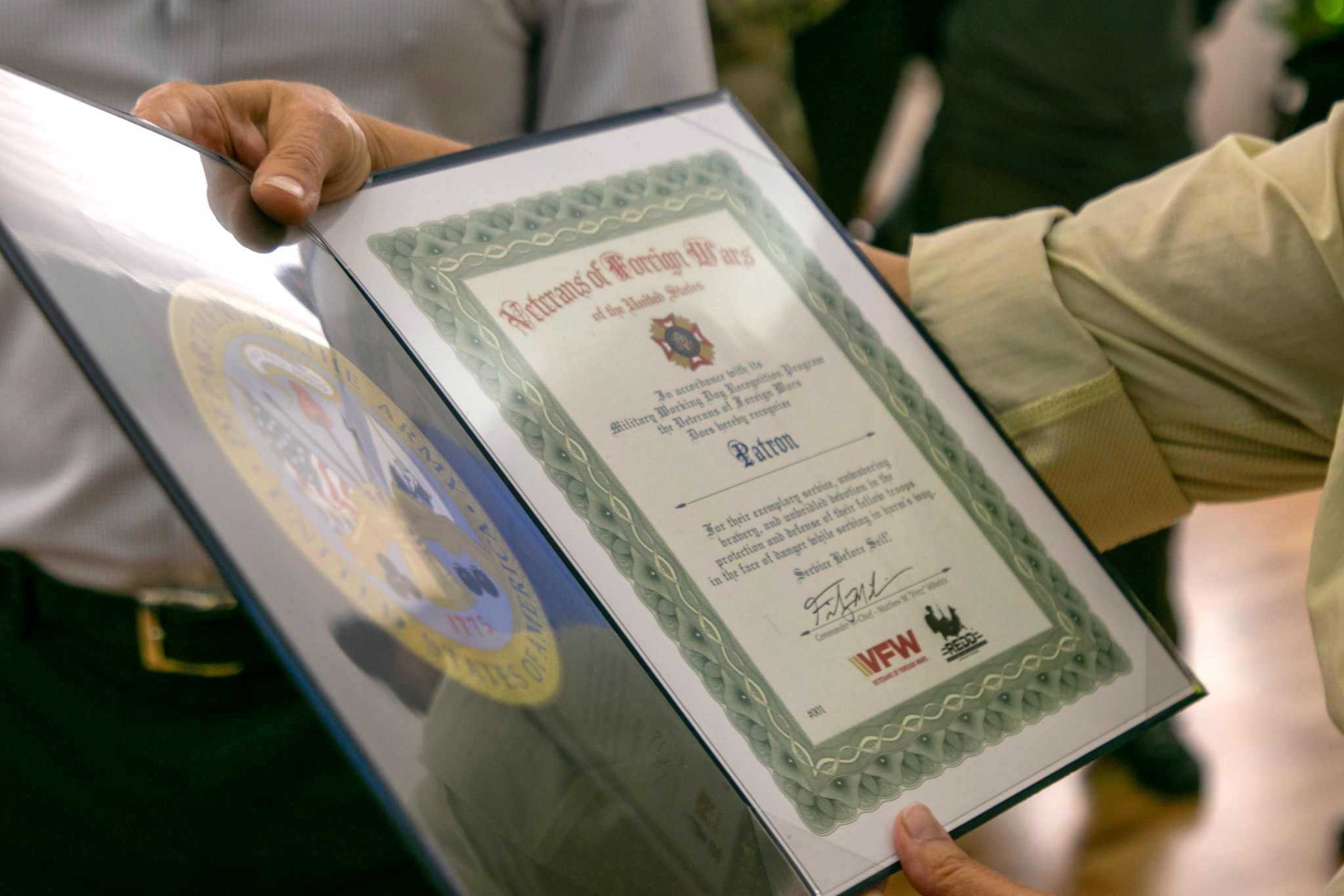
Грамота американских организаций Veterans of Foreign Wars VFW и Bomb Techs Without Borders, которой награждён Патрон
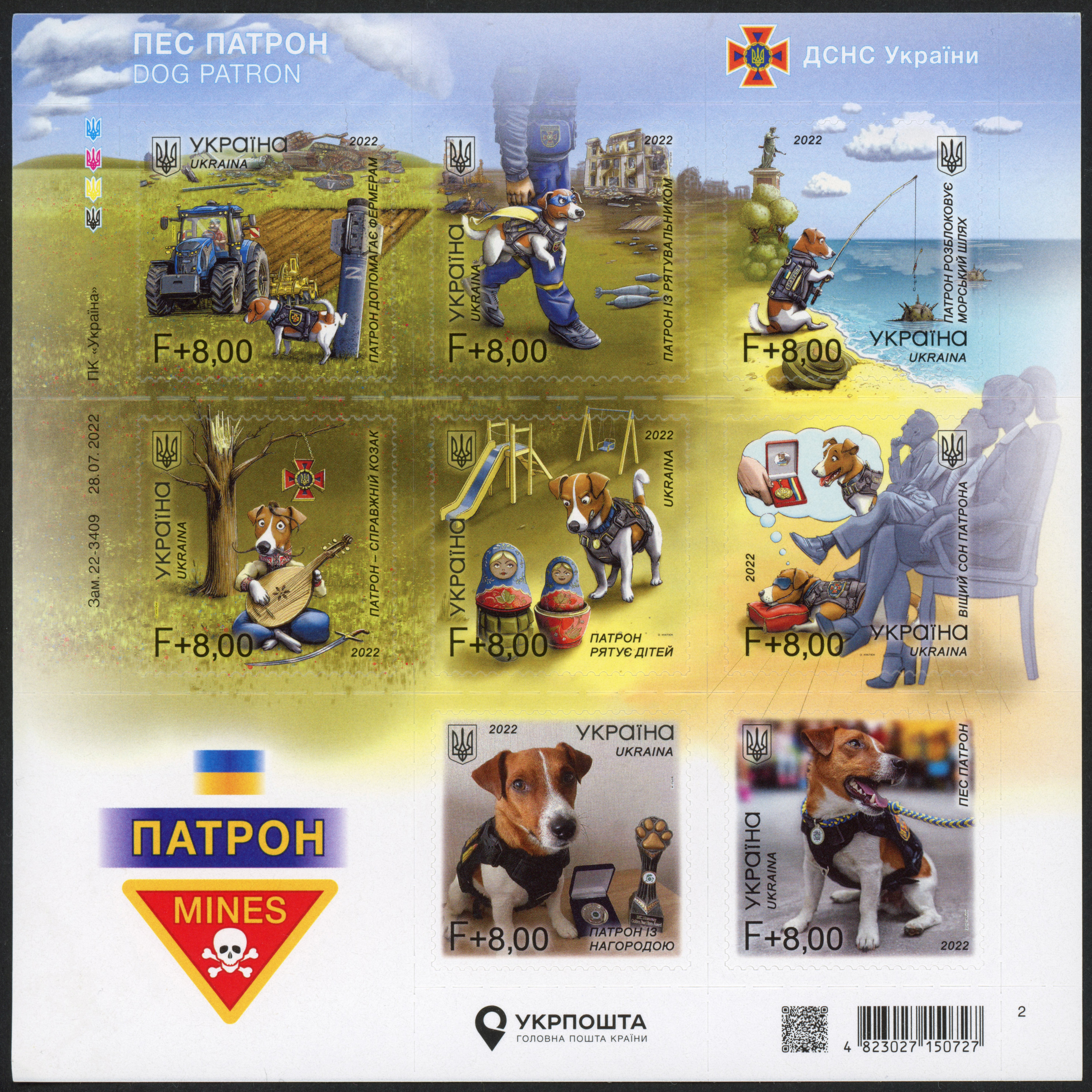
Набор марок с псом Патроном